# Рузімов Улугбек Ікрамович
Улугбек Ікрамович Рузімов (узб. Улугбек Икрамович Рузимов/Ulug'bek Ikramovich Ro'zimov, 15 серпня 1968, Ташкент — 8 травня 2017, Ташкент) — радянський та узбецький футболіст, що грав на позиції захисника і півзахисника. Відомий за виступами в низці узбецьких клубів; а також за виступами у національній збірній Узбекистану, у складі якої став переможцем Азійських ігор 1994 року.

## Клубна кар'єра
Улугбек Рузімов народився в Ташкенті, та розпочав виступи на футбольних полях у 1985 році в команді другої ліги СРСР «Хорезм» (Ханкі), в якій грав до 1986 року. У 1989 році став гравцем ташкентського «Пахтакора», який грав на той час у першій лізі, у кінці року грав за друголіговий клуб «Джейхун» з Ургенча. Наступного року повернувся до «Пахтакора», з яким здобув срібні медалі першої ліги та путівку до вищої ліги. Проте наступний сезон Рузімов проводить у команді другої нижчої ліги «Умід». з 1992 року Улугбек Рузімов грав у вищому дивізіоні Узбекистану за клуб «Навбахор» з Намангана. У 1992 році став разом із командою володарем Кубку Узбекистану. З 1994 року знову грав у складі «Пахтакора», з яким став володарем кубка країни в 1997 році. З 1997 до 1998 року грав у складі команди «Хорезм», а закінчував виступи в команді «Металург» з Бекабада, в якій грав з 1999 до 2001. Помер Улугбек Рузімов 8 травня 2017 року від цирозу печінки.

## Виступи за збірну
Улугбек Рузімов дебютував у національній збірній Узбекистану 28 червня 1992 року в товариському матчі зі збірною Туркменістану. У 1994 році Рузімова включили до складу збірної для участі у Азійських іграх 1994 року в Японії. Хоча АФК цього року вирішила, що у складі збірних мають бути гравці лише віком до 23 років, проте практично всі команди приїхали на цей турнір у найсильніших складах. Улугбек Рузімов на турнірі був одним із основних захисників команди, яка стала переможцем турніру. Надалі Рузімов грав у збірній до 1996 року, брав у її складі участь у Кубку Азії 1996 року. Усього в складі збірної зіграв у 23 матчах, у яких відзначився 2 забитими м'ячами.

## Нагороди
У 1994 році після перемоги у складі команди на Азійських іграх Улугбек Рузімов разом із іншими переможцями ігор та їх тренерами був нагороджений державною нагородою Республіки Узбекистан — медаллю «Шухрат».

## Титули і досягнення
«Навбахор» (Наманган)
- Володар Кубку Узбекистану: 1992

«Пахтакор»
- Володар Кубку Узбекистану: 1997

Збірна Узбекистану
- Азійські ігри:

- : 1994